# 케이블 교통

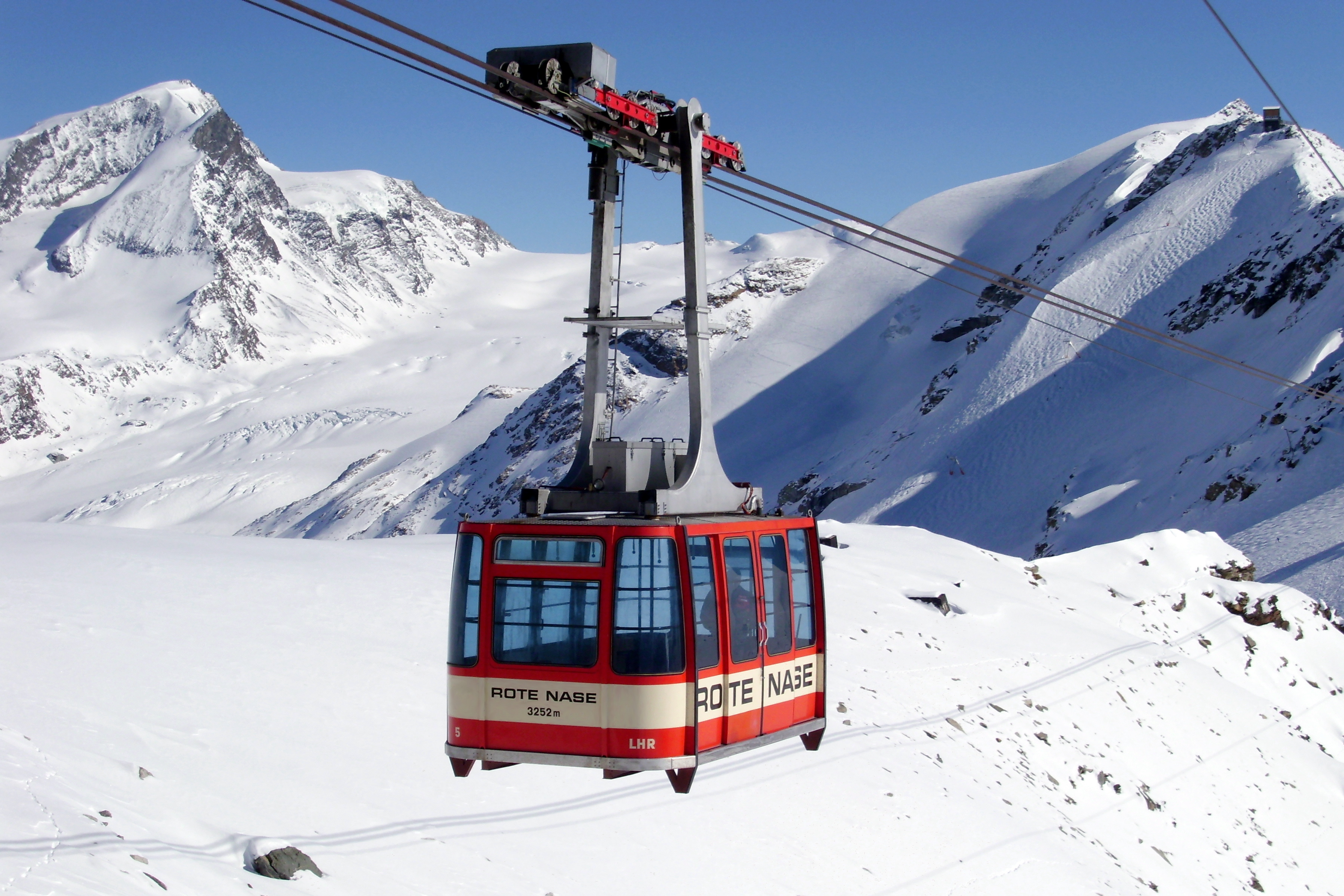
첼암제의 삭도

케이블 교통은 케이블을 사용하는 교통 수단이다. 케이블은 종종 케이블카(영어: cable car)라고 불리는 차량으로 승객이나 물건들을 운송한다. 이러한 케이블카는 삭도나 강삭철도의 차량을 주로 의미한다. 케이블은 수동 또는 자동일 수 있다. 케이블 교통은 케이블 운반이 고도의 큰 차이를 극복할 수 있는 산악 지역에서 종종 사용된다.

## 케이블 교통 수단

### 공중
하나 이상의 케이블을 다양한 형태의 지지대 사이에 매달고, 이 케이블에 차량을 매달아 케이블 교통 형태로 운송하는 방식이다.
- 공중 트램[1]
- 체어리프트[2]
- 푸니텔[3]
- 곤돌라 리프트[4]
- 스키 리프트[5]
- 집 라인[6]

### 철도
레일 위의 차량이 케이블로 견인되는 케이블 운송 형태다. 레일은 보통 가파르게 경사져 있고 보통 지면에 있다.
- 케이블 노면전차[7]
- 푸니큘러[8]

### 그 외
케이블로 운반하는 다른 형태의 운송 수단이다.
- 케이블 페리[9]
- 서페이스 리프트[10]
- 엘리베이터[11]